# 大和町 (広島県)
大和町（だいわちょう）は、広島県の賀茂郡に存在した町。
平成の大合併では、当初、他の賀茂郡の自治体と同じく東広島市を中心とする合併を目指す研究会に属していたが、住民投票を行った末に三原市および周辺の町との合併を選択し、2005年3月22日に三原市・豊田郡本郷町・御調郡久井町と合併（新設合併）して三原市となり廃止した。

## 地理
- 河川
  - 芦田川…町内蔵宗地区を水源としている。
  - 椋梨川（沼田川水系）

### 大字
- 姥ヶ原（うばがはら）
- 大具（おおぐ）
- 大草（おおぐさ）
- 上草井（かみぐさい）
- 上徳良（かみとくら）
- 蔵宗（くらむね）
- 篠（しの）
- 下草井（しもぐさい）
- 下徳良（しもとくら）
- 萩原（はいばら）
- 箱川（はこがわ）
- 平坂（ひらさか）
- 福田（ふくだ）
- 椋梨（むくなし）
- 和木（わき）

## 沿革
- 1889年4月1日 - 町村制施行に伴い、大和町域は豊田郡大草（おおぐさ）村・椹梨（くわなし）村・豊田村・世羅郡神田村となる。
- 1951年11月3日 - 大草村が豊田郡船木村姥ヶ原を編入する。
- 1955年3月31日 - 豊田郡大草・椹梨両村の全域、豊田郡豊田村の一部（残部は豊田郡河内町に編入）、世羅郡神田村が合併（新設合併）して大和町が成立する。
- 1956年4月1日 - 賀茂・豊田両郡の所属町村変更により所属郡が豊田郡から賀茂郡に移行する。
- 2005年3月22日 - 三原市・豊田郡本郷町・御調郡久井町と合併して三原市となり廃止する。

## 名所・旧跡
- 椋梨ダム・白竜湖
- 道の駅よがんす白竜
- 白竜湖スポーツ村公園・白竜ドーム
- 棲真寺
- 向用倉農業公園
- 大和サイクリングターミナル

## 産業
- 農業が主産業である。特産品にはモモや大和イモ、ハトムギがある。

## 教育（2005年3月21日当時のデータ）
- 小学校
  - 大和町立大草小学校
  - 大和町立神田小学校
  - 大和町立神田東小学校
  - 大和町立椹梨小学校
  - 大和町立和木小学校
- 中学校
  - 大和町立大和中学校
- 高等学校
  - 広島県立大和高等学校
  - 広島三育学院中学校・高等学校

## 交通（2005年3月21日当時のデータ）

### 鉄道
- 町内は全く通過していない。最寄駅はJR山陽本線河内駅である。

### 道路
- 国道
  - 国道432号
  - 国道486号
- 主要地方道
  - 広島県道45号三次大和線
  - 広島県道49号本郷大和線
  - 広島県道60号大和福富線
- 一般県道
  - 広島県道154号大和久井線
  - 広島県道161号三和大和線
  - 広島県道343号下徳良本郷線
  - 広島県道344号大草三原線
  - 広島県道345号上徳良久井線
  - 広島県道409号津口国兼線